# Pachetra nigrescens
Pachetra nigrescens là một loài bướm đêm trong họ Noctuidae.